# Dames internationales
Pour un article plus général, voir Dames.

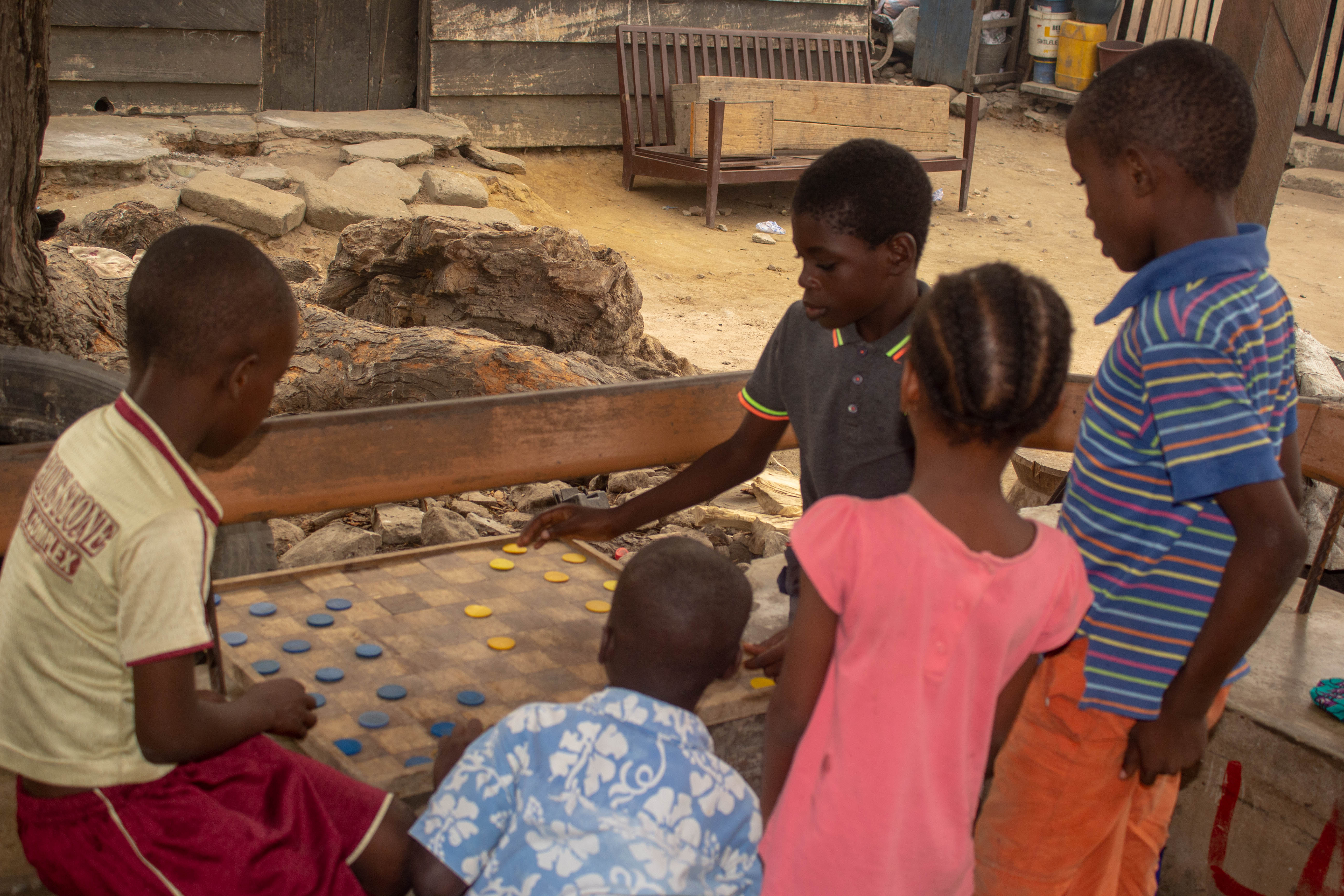
Jeunes joueurs du Ghana.

Les dames internationales (autrefois appelées dames polonaises) sont un jeu de stratégie combinatoire abstrait de la famille des dames. Les dames internationales sont jouées principalement aux Pays-Bas, en Russie, dans les pays de l'ex-Union soviétique, en France, en Belgique et en Afrique francophone. Les dames internationales se pratiquent sur un damier de 100 cases. Ses règles sont identiques à celles des dames brésiliennes (64 cases) et canadiennes (144 cases).

## Règles
- Taille du plateau : 100 cases (10 × 10).
- Nombre de pions : 40 (2 × 20).
- Orientation du plateau : la grande diagonale relie la gauche de chaque joueur.
- Cases utilisées : cases sombres.
- Joueur qui commence : Blancs.
- Prise autorisée des pions : diagonales avant et arrière.
- Contrainte en cas de choix dans les prises : prise majoritaire obligatoire.
- Prise qualitative : non, en cas de choix dans les prises, la nature des pièces à prendre et de la pièce prenante ne compte pas.
- Souffler : interdit. Règle abolie au début du XXe siècle.
- Forcer : autorisé.
- Laisser faire : autorisé. Un coup illégal est validé dès que l'adversaire joue sans avoir demandé de rejouer le coup fautif.
- Dame : dame volante.
- Retrait des pions pris : après la rafle.
- Prise d'un même pion plusieurs fois au cours d'une rafle : interdite.
- Promotion en passant : interdite.

## Histoire
Le jeu de dames « à la polonaise » a connu sa genèse en France, en Belgique et en Hollande. Une des plus anciennes références connues au jeu de dames polonaises peut être trouvée dans The Craftsman du 15 septembre 1733. Dans ce journal de Londres on peut trouver un article sur les échecs où figure la mention suivante « Le jeu des dames polonaises où vous pourrez voir l'ensemble du plateau occupé au négoce important de faire des dames. Vous observerez l'intégralité de l'art de l'intrigue de la corruption de la fraude et de la force. C'est un jeu qui met en valeur quelques qualités mais de manière plus confuse et irrégulière qu'au jeu d'Échecs ». Auparavant Pierre Marin donne dans son Dictionnaire françois & hollandois (Amsterdam 1710) l'expression « damer à la polonoise ». Il peut éventuellement en être déduit que ce jeu a probablement été inventé aux Pays-Bas à la fin du XVIIe siècle. Ce qui est certain c'est que c'est en France qu'il a gagné en popularité au point de supplanter l'ancien jeu français sur 64 cases. Le XIXe siècle est l'âge d'or en France du jeu à la polonaise ; les cercles de damistes se multiplient et des revues apparaissent. Une fédération des damistes français voit le jour en 1909 pour devenir en mai 1937 la Fédération française du jeu de dames.
En 1947, Français et Néerlandais jettent les bases d'une Fédération mondiale du jeu de dames dédiée au développement du jeu sur 100 cases. En 2021, cette fédération regroupe soixante-dix-sept nations.

## Principales compétitions
- Championnat du monde de dames internationales depuis 1885 ;
- Championnat d'Europe de dames internationales ;
- Championnat d'Afrique de dames internationales depuis 1980.